# GS–6–30
A GS–6–30 (GS – Grjazev-Sipunov, cirill betűkkel: ГШ–6–30) az 1970-es évek első felében Szovjetunióban, a tulai KBP tervezőirodában kifejlesztett 30 mm-es, hatcsövű, Gatling-rendszerű gépágyú. GRAU-kódja 9А621. 1975-ben rendszeresítették a Szovjet Hadseregben. Alapvetően a MiG–27 vadászbombázó repülőgép fedélzeti fegyvereként alkalmazták, de a Szu–25 csatarepülőgép egyik változatába is beépítették.

## Története
A fegyvert Vaszilij Grjazev és Arkagyij Sipunov vezetésével fejlesztették ki az 1970-es évek elején. Elődjét, az 1960-as évek elején készített AO–18 típusjelű prototípust eredetileg forgatható toronyba építve haditengerészeti tüzérségi rendszerhez tervezték. Később merült fel a repülőgép-fedélzeti alkalmazás igénye. Ehhez áttervezték és jelentősen csökkentették a tömegét. 1975-ben rendszeresítették a Szovjetunióban. A hasonló konstrukciójú, szintén hatcsövű 23 mm-es GS–6–23 gépágyún alapul. Akárcsak a GS–6–23, a nyugati Gatling-fegyverektől eltérően nem hidraulikus, vagy elektromos meghajtással rendelkezik, hanem a lőporgázok energiáját hasznosítják a csőköteg forgatásához, illetve a fegyver működtetéséhez. Ezzel nagyobb tűzgyorsaság érhető el. A gázmotor teljesítménye 45 LE. A fegyver sorozatgyártása a Tulai Gépgyárban (Tulmaszavod) folyt.

## Jellemzői
Alkalmazásának a nagy tűzgyorsasághoz viszonyítva alacsony lőszerjavadalmazás szab határt. A fegyverhez 30x165 mm-es lőszert használnak.
Csak a MiG–27 fedélzeti fegyvereként alkalmazták. A MiG–27 törzse alá, középen építették be. Folytak kísérletek a Szu–25T-n való alkalmazására, ám ott is inkább a típus többi változatán alkalmazott GS–30–2 mellett döntöttek.
A szolgálatból kivont MiG–27-esekkel együtt a GS–6–30-asokat is kivonták többségében.
A GS–6–30K változata van beépítve az AK–630 haditengerészeti csöves légvédelmi tüzérségi rendszerbe.